# Peter Hujar
Peter Hujar (Trenton, 11 de octubre de 1934 – 26 de noviembre de 1987) fue un fotógrafo estadounidense, conocido por sus retratos en blanco y negro.
Hujar se trasladó de su Nueva Jersey natal a Manhattan, donde trabajó para revistas y empresas de publicidad y moda. Aparte de sus retratos, también fotografió animales de granja, paisajes y desnudos. Su foto más famosa fue la titulada  Candy Darling en su lecho de muerte  (Candy Darling on Her Deathbed), en la que retrata a la actriz transexual Candy Darling en una lujosa cama, rodeada de flores. Esta imagen fue utilizada por el grupo  Antony and the Johnsons como ilustración de portada de su álbum I am a bird now. 
Hujar fue amante y mentor del artista David Wojnarowicz.
Peter Hujar murió enfermo de sida en noviembre de 1987, con 53 años. Su obra gráfica está gestionada por la Galería Pace/MacGill de Nueva York.

## Exposiciones
- 2010: Les Rencontres d'Arles festival, Francia.